# Андрій Всеволодович
Андрі́й Все́володович (? — 1262) — князь чернігівський (1246—1262).

## Біографія
Походив з династії Рюриковичів, гілки Ольговичів. Стосовно походження існують суперечності. Дослідники Р. Зотов, М. Баумгартен та Л. Махновець вважають, що Андрій був сином Всеволода Ярополковича, що спочатку був Сновським, а у 1246 році став Чернігівським князем. Відповідно початок князювання Андрія Всеволодовича починають з 1261 року. Їм опонує Л. Войтович, що більший схильний розглядати Андрія як сина чернігівського князя Всеволода Святославича Чермного. Втім, також існують версії, що Андрій був онуком Ярополка Ярославича та правнуком чернігівського князя Ярослава Всеволодовича.
Ймовірно все ж таки у 1246 році зумів вигнати з Чернігова Всеволода Ярополковича й стати князем. За час його володарювання в Чернігівському князівстві відбувся монгольський перепис баскаками. У 1258 році вимушений був захищатись від вторгнення литовців, які захопили Мозир і Стародуб, сплюндрувавши північ князівства.
У 1259 році одружився з Ольгою, дочкою володимирського князя Василька Романовича. Пізній шлюб чернігівського князя дослідники пояснюють пошуками антимонгольського союзу, активними ініціаторами якого на той час виступали Данило і Василько Романовичі, тому різниця у віці істотної ролі не відігравала. Дітей не мав. Після смерті Андрія у 1263 році новим князем Чернігова став Роман Михайлович, князь Брянський.

## Сім'я
- Дружина: Ольга (після 1247—після 1288), донька володимирського князя Василька Романовича з дому Романовичів.